# Scuola di San Tommaso Apostolo e San Magno Vescovo dei mureri
La Scuola dei Mureri (nom complet: Scuola dei mureri sotto l’invocazione dei Santi Tomaso Apostolo e Magno Vescovo), abritait l’école de dévotion et de charité de l’art des maçons de Venise. Elle est située au 3216 Salizada San Samuele dans le sestiere de San Marco.

## Historique
La première date qui figure sur leur mariegola est celle de 1244. 

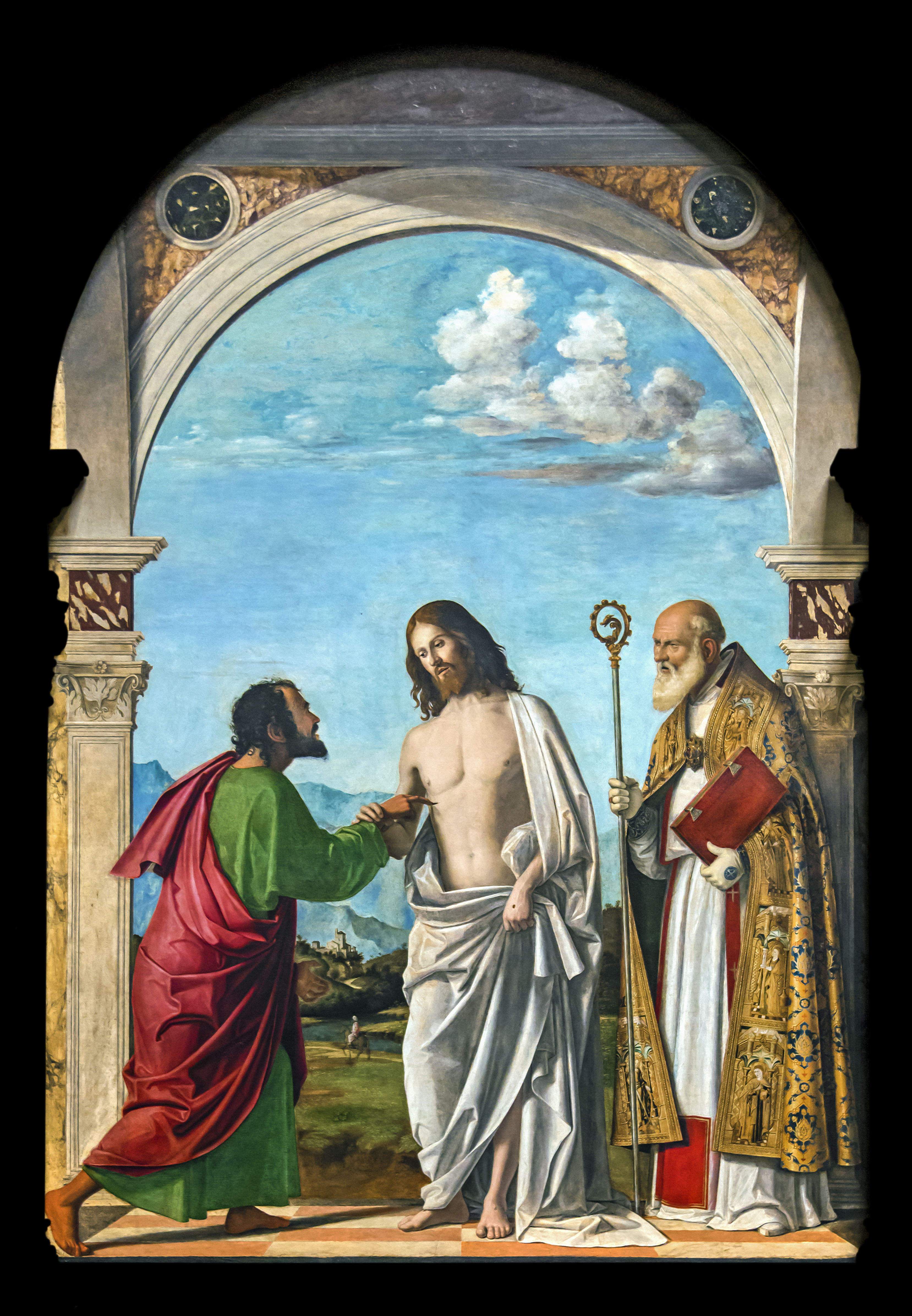
Incrédulité de St. Thomas avec l'évêque San Magno, Gallerie dell'Accademia de Venise.

En 1482, la confrérie acquit un terrain et construisit un édifice au carrefour des rues Salizada San Samuel, Salizada Malipiero  et Calle de le carozze, et y construisit un bâtiment sur lequel on peut encore en partie lire l'inscription La scola dei Mureri. Au premier étage, dans la salle du chapitre (capitolo en italien), se trouvait le retable de Cima da Conegliano l' Incredulità di san Tommaso e san Magno vescovo di Oderzo, aujourd'hui conservé aux Gallerie dell'Accademia de Venise,.
À la suite des décrets napoléoniens de 1806, l'école fut fermée et les biens pillés. Le bâtiment est aujourd'hui une habitation privée.
En 1773, la statistique comptait 345 capimaestri, 17 garzoni.

## L'art des Mureri
L'art des mureri comportait également les branches (colonnelli) des:
- pozzeri (à partir de 1664) : chargés de la construction des puits;
- terasseri (détaché en 1583) : chargés des sols.